# Manuel Álvarez Zamora

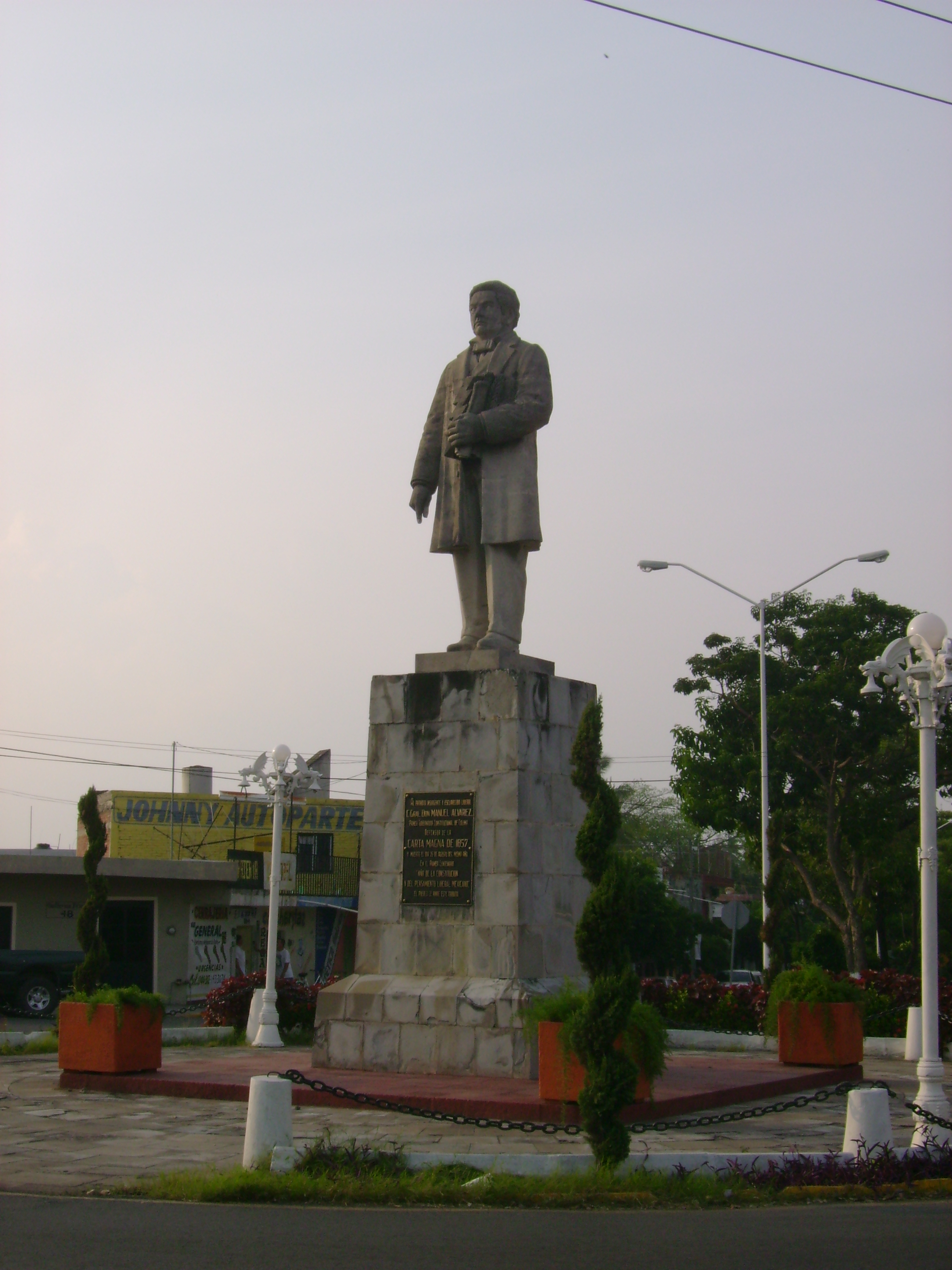
Estátua do General Manuel Álvarez no México

José Manuel Dolores Álvarez Zamora (Colima, 20 de setembro 1800 - 26 de agosto de 1857) foi um militar e político mexicano, conhecido por ser o primeiro governador do Estado de Colima, no México.
General Álvarez nasceu na cidade de Colima em 1800 e aos dezessete anos iniciou a carreira militar. Por mérito foi nomeado comandante de Colima e concedido o grau de general militar de brigada.
Aos vinte e seis anos entrou para política, foi vereador, prefeito e governador de estado. 
Em setembro de 1857 houve um conflito civil liderado por Mariano Vejar, que ocasionou a morte de Álvarez, sendo que estava exercendo o cargo de governador por apenas trinta e sete dias. No mesmo ano, Mariano Vejar foi preso e condenado a morte por julgamento militar.
General Manuel Álvarez, é considerado um herói, decretado pelo governo como Benemérito de Colima, por isso sempre lembrado pelos atos heroicos.